# Der wilde Alexander

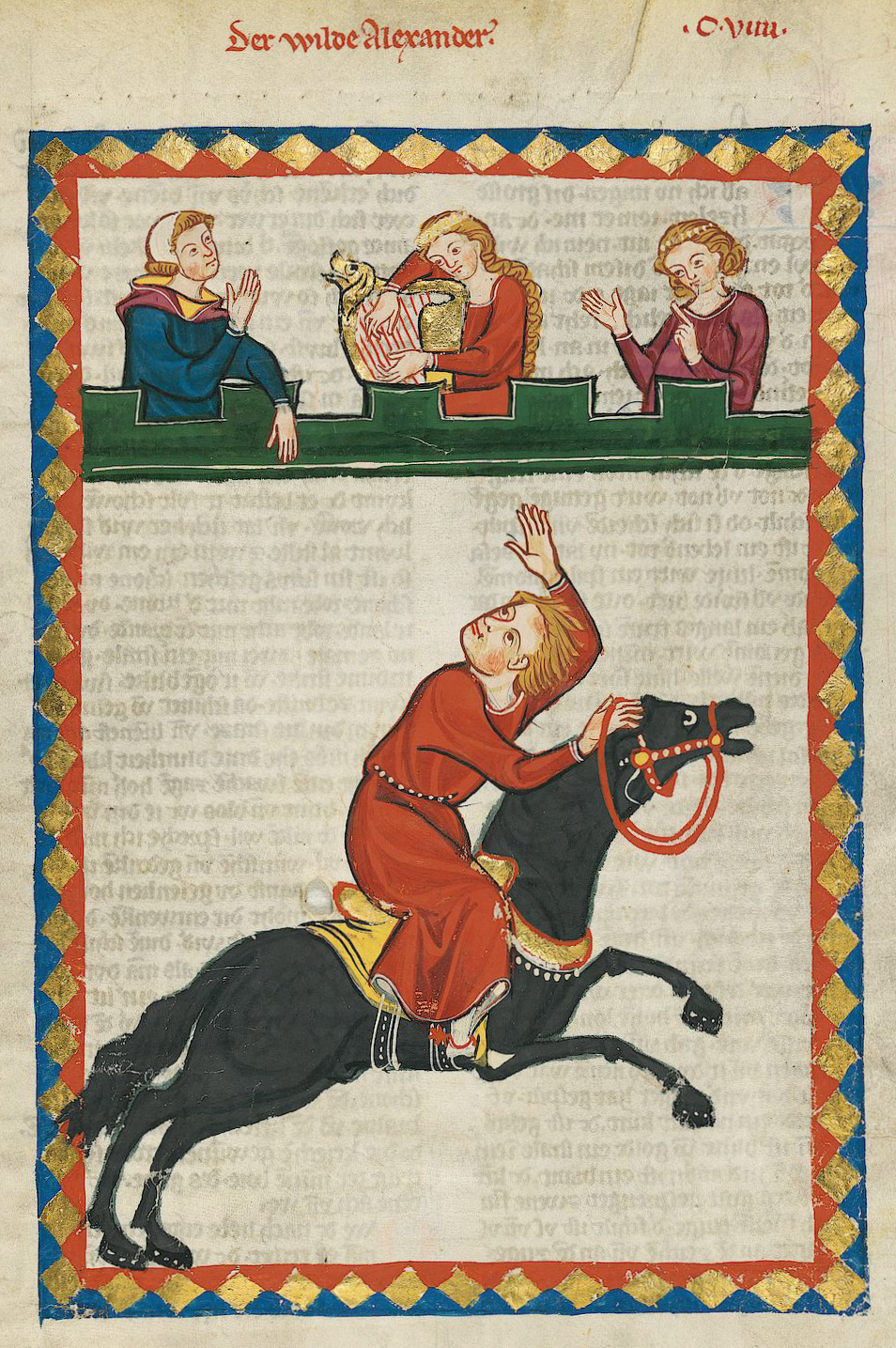
Der wilde Alexander – Darstellung aus dem Codex Manesse

Der wilde Alexander (auch Meister Alexander, schrieb Mitte/Ende des 13. Jahrhunderts) war ein oberdeutscher Minnesänger und Spruchdichter. In seinem relativ schmal überlieferten Werk befinden sich Minnelieder, Leichs und Sangspruchdichtung.

## Leben
Der vielleicht aus dem alemannischen Raum oder der Schweiz stammende Dichter ist nicht nur im Codex Manesse, wo er als Reiter im roten Gewand dargestellt wird, mit Liedern vertreten, sondern auch in der Jenaer Liederhandschrift. Er dichtete gegen Ende des 13. Jahrhunderts. Die Forschung ist sich nicht einig, ob Alexander zum niederen Adel gehörte, nimmt aber überwiegend an, dass er ein fahrender Sänger war.

## Werk

### Lieder
Von Alexander sind vier Lieder vollständig erhalten, eines fragmentarisch. Er verwendet eher schwer auflösbare Bilder, was auf einen hohen Bildungsgrad des Verfassers schließen lässt. Alexander schrieb ein Weihnachtsgedicht, einen Minneleich, der vom Wesen Amors handelt und die Zerstörung Trojas erwähnt, und das Gedicht Hie vor dô wir kinder wâren, eine der wenigen Darstellungen von Kindheit in der zeitgenössischen Lyrik.

### Liedbeispiel
Owe daz nach liebe gat (die beiden ersten Strophen)

Owe, daz nach liebe gat

leit, so man ez tribe!

nu wil Mynne unde ist ir rat,

daz ich da von scribe.

sie sprach selbe wider mich:

›scrib daz leyt ob allem leyde,

swa sich lieb von liebe scheyde

trurich unde unendelich.‹

Miner frowen unde mir

mac ich diz leit scriben.

sie lebet mir unde ich leb ir,

unde můzen triben

doch mit jamer unser tage.

Mynne wil unde kan gebieten,

daz wir uns durch sie genyeten

kurtzer vreude unde langer klage.
Übersetzung in neuhochdeutsche Prosa

O weh, dass uns Liebe

Leid bringt, wenn wir ihrer pflegen!

Nun will die Minne,

dass ich über sie schreibe.

Sie sagte:

Schreib vom allerhöchsten Leid,

wenn sich Liebende trennen,

traurig und für immer.

Für meine Herrin und mich

will ich dies Lied schreiben.

Sie lebt durch mich und ich durch sie.

Unsere Klage lindern wir,

indem wir gemeinsam klagen:

Minne wird und kann uns gebieten,

dass wir durch sie

kurze Freude und lange Klage erleben.

## Werke
- Ein wunder in der werlde vert
- Hie vor dô wir kinder wâren
- Mín trûclîchez klagen (Minneleich)
- Owê daz nach liebe gât
- Sîôn trûre

## Textausgaben
- Friedrich Heinrich von der Hagen: Minnesinger. Deutsche Liederdichter des zwölften, dreizehnten und vierzehnten Jahrhunderts, aus allen bekannten Handschriften und früheren Drucken (HMS). Band II. Barth, Leipzig 1838, S. 364–367; Textarchiv – Internet Archive.
- Carl von Kraus, Gisela Kornrumpf (Hrsg.): Deutsche Liederdichter des 13. Jahrhunderts. 2. Auflage. Band I: Text. Niemeyer, Tübingen 1978, ISBN 3-484-10284-5, S. 1–19; DOI:10.1515/9783110234411.
- Burghart Wachinger: Deutsche Lyrik des späten Mittelalters (= Bibliothek deutscher Klassiker 191, Bibliothek des Mittelalters 22). Deutscher Klassiker Verlag, Frankfurt a. M. 2006, ISBN 3-618-66220-3, S. 284–301; urn:nbn:de:bvb:12-bsb00059925-2.